# Sortland
Sortland (nordsamiska: Suorta) är en tätort och stad som utgör centralort i Sortlands kommun i Nordland fylke i norra Norge. Sortland är regioncentrum för Vesterålen. Hurtigruten anlöper orten.
Sortland profileras som den blå byen ved sundet (den blå staden vid sundet) efter ett initiativ om att måla alla byggnader i nyanser av blått. Detta projektet är omstritt bland invånarna i Sortland. I dag är det ett tjugotal byggnader i centrum som är blåa.